# Nemečky
Nemečky (hongrois : Nemecske) est un village de Slovaquie situé dans la région de Nitra.

## Histoire
Première mention écrite du village en 1359.

## Démographie

### Évolution de la population
| Année:               | 1994. | 2004.   | 2014.   | 2024.   |
| -------------------- | ----- | ------- | ------- | ------- |
| Nombre de personnes: | 277   | 302     | 312     | 316     |
| Différence:          |       | +9,02 % | +3,31 % | +1,28 % |

| Année:               | 2023. | 2024.   |
| -------------------- | ----- | ------- |
| Nombre de personnes: | 320   | 316     |
| Différence:          |       | -1,25 % |